# Uli Stein (Fußballspieler)

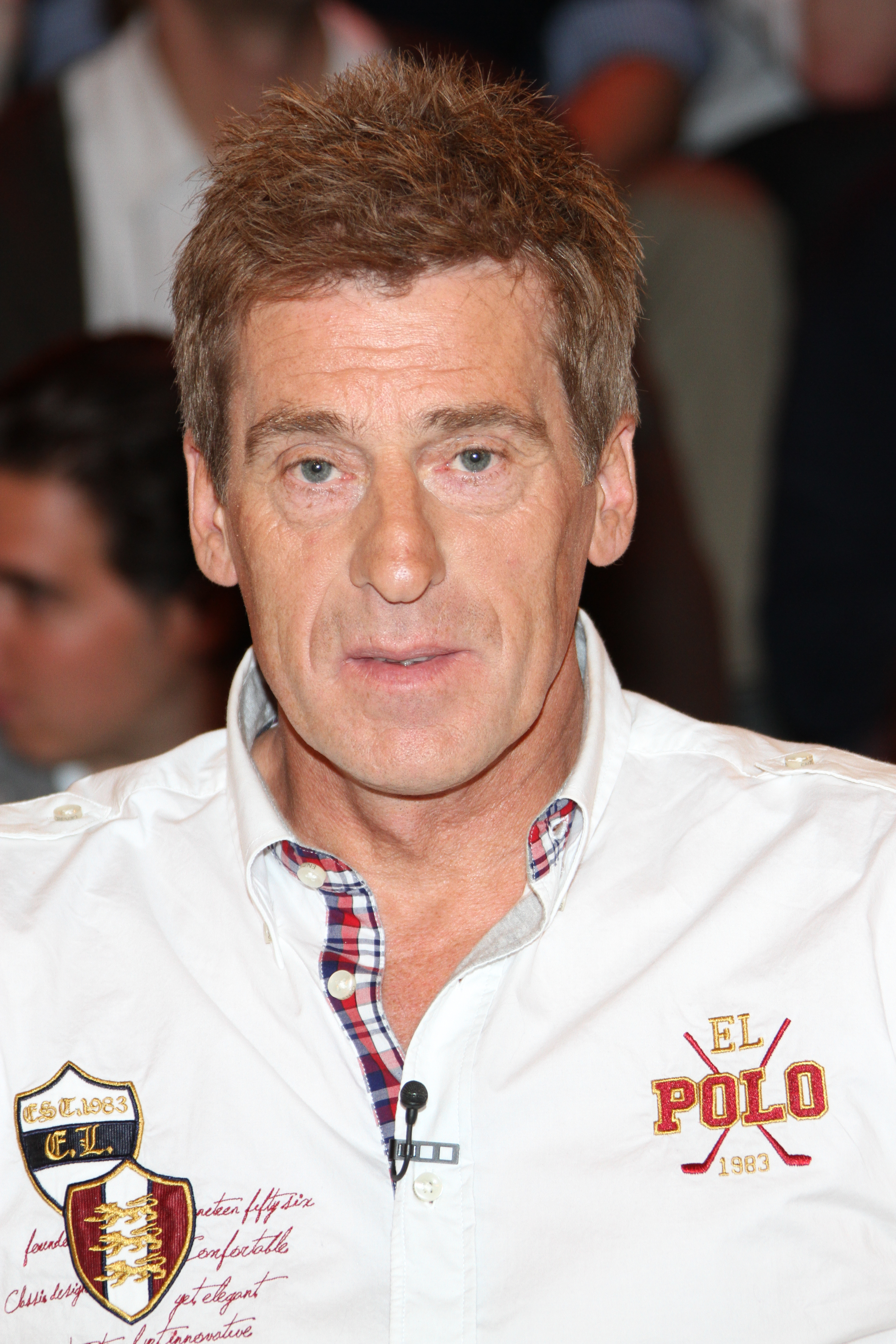
Uli Stein (2012)

Ulrich „Uli“ Stein (* 23. Oktober 1954 in Hamburg) ist ein ehemaliger deutscher Fußballtorwart und späterer Torwarttrainer.

## Spieler

### Vereinskarriere
Uli Stein kam in Hamburg-Uhlenhorst zur Welt, seine Familie zog mit ihm ein Jahr nach seiner Geburt nach Ludwigshafen, er wuchs dann in Nienburg/Weser auf. Stein hat sechs Geschwister. Er spielte als Torwart von 1978 bis 1997 512-mal in der Bundesliga, 133-mal in der 2. Bundesliga sowie 57-mal in verschiedenen Europapokalwettbewerben. Mit 645 Einsätzen in den zwei oberen Spielklassen ist er damit der Akteur mit den meisten Einsätzen im deutschen Profifußball.
Die Profikarriere des gelernten Großhandelskaufmanns begann 1976 bei Arminia Bielefeld, danach wechselte er zum Hamburger SV (1980–1987). Von 1987 bis 1994 spielte er für Eintracht Frankfurt, kehrte für die Saison 1994/95 aber noch einmal zum HSV zurück, nachdem sein Engagement bei der Eintracht am 10. April 1994 vorzeitig geendet hatte und er für kurze Zeit ehrenamtlich als Trainer des 1. FC Langen in der Bezirksliga Offenbach eingesprungen war. Im folgenden Jahr spielte er wieder für Arminia Bielefeld in der 2. Bundesliga, schaffte den Aufstieg und beendete nach der Saison 1996/97 seine Karriere im Profifußball. Im März 2000 beantragte Oberligist VfL Pinneberg eine Spielberechtigung für Stein, damit dieser bei Bedarf zur Verfügung stehen konnte. Ende April 2000 stand er für Pinneberg in einem Oberligaspiel im Tor. In der Saison 2001/02 bestritt er ein Spiel für Kickers Emden in der Oberliga Niedersachsen-Bremen, und 2003/04 feierte Stein nochmals ein kurzes Comeback in der Oberliga, als er im Alter von 49 Jahren für drei Spiele beim VfB Fichte Bielefeld aushalf.
Mit dem HSV gewann er den DFB-Pokal 1987 und wurde 1982 und 1983 Deutscher Meister. Einer der Höhepunkte seiner Karriere war 1983 der Gewinn des Europapokals der Landesmeister. Mit Eintracht Frankfurt gewann er den DFB-Pokal 1988 und verteidigte so als Spieler den Titel von 1987. Damit war er der erste Torwart, der dies mit zwei verschiedenen Vereinen schaffte.
Während seiner Zeit beim Hamburger SV wurde er auch dreimal deutscher Vizemeister (1981, 1984 und 1987) und erreichte mit dem Team sowohl das Finale des UEFA-Pokals 1982 als auch das Weltpokal-Finale 1983.
Stein ist mit 42 Jahren 5 Monaten und 19 Tagen der älteste Torwart, der je in der Bundesliga gespielt hat, und nach Klaus Fichtel der zweitälteste jemals eingesetzte Spieler.

### Nationalmannschaft
In der Nationalmannschaft kam er von 1983 bis 1986 sechs Mal für den DFB zum Einsatz und stand 1986 bei der WM in Mexiko im deutschen Aufgebot.
Bei der WM in Mexiko wurde Stein vom DFB-Präsident Hermann Neuberger vorzeitig nach Hause geschickt, nachdem ihn Teamchef Franz Beckenbauer zum dritten Torwart zurückgestuft und Stein seinen Rücktritt aus der Nationalmannschaft für die Zeit nach der WM angekündigt hatte, da er der Ansicht war, keine Chance in der DFB-Elf zu erhalten. Gemeinsam mit anderen Spielern überzog Stein während des Turniers an einem Abend den Zapfenstreich um rund drei Stunden, was der DFB nach einer Entschuldigung der betreffenden Spieler aber nicht ahndete. In Anlehnung an Beckenbauers recht hölzern wirkenden Suppen-Werbespot der 1960er Jahre nannte Stein den Teamchef mannschaftsintern „S.K.“, als Abkürzung für „Suppenkasper“, und soll die Mannschaft als „Gurkentruppe“ bezeichnet haben, woraufhin er den Heimflug antreten musste (Suppenkasper-Affäre). Stein bestritt, den Ausdruck „Gurkentruppe“ verwendet zu haben, laut Hamburger Abendblatt benutzten auch andere Spieler innerhalb der Mannschaft die Bezeichnung „Suppenkasper“. Der Ausschluss aus dem WM-Aufgebot bedeutete das Ende seiner Karriere in der Nationalelf. Er kam daher, als einer der erfolgreichsten und besten Torhüter seiner Zeit, zu nur sechs Länderspielen in der deutschen Nationalmannschaft. Vor der WM 1990 rief Franz Beckenbauer bei Uli Stein an, um die Möglichkeiten einer Rückkehr in der Nationalmannschaft auszuloten. Aufgrund von Widerständen durch den damaligen DFB-Präsidenten Neuberger kam es jedoch nicht zu diesem Schritt.

### Sonstiges
Stein fiel neben seiner sportlichen Leistung durch viele unbeherrschte und provozierende Aktionen auf. Im Dezember 1977 ließ er in einem Spiel mit Arminia Bielefeld den Ball, der zu ihm zurückgespielt worden war, mit Absicht ins Tor rollen. Auf diese Weise wollte Stein die Bedeutung des Torwarts zeigen. Im August 1978 ließ er abermals freiwillig ein Tor zu, um damit die Treffsicherheit der gegnerischen Stürmer unter Beweis zu stellen. Das Hamburger Abendblatt titelte 1980 nach der Verpflichtung des Torwarts durch den HSV: „Uli Stein hält alles, nur nicht seinen Mund.“ In einem Vorbereitungsspiel im Rahmen eines Trainingslagers im französischen Cannes protestierte der damalige HSV-Torhüter im Januar 1982 gegen einen Elfmeterpfiff des Schiedsrichters, in dem er ihm sein Hinterteil zeigte und den Ball in die Zuschauerränge bugsierte. Stein wurde daraufhin zeitweilig beurlaubt. Im Februar 1984 sowie im Januar 1985 weigerte er sich zunächst, sich nach Elfmeterentscheidungen ins Tor zu stellen, und musste jeweils vom Schiedsrichter ermahnt werden.
Während des Spiels des Hamburger SV beim FC Augsburg in der zweiten Hauptrunde des DFB-Pokals 1986/87 am 24. Oktober 1986 musste Uli Stein nach einer Roten Karte den Platz verlassen, weil er den Schiedsrichter „Wichser“ und „Arschloch“ genannt hatte. Er verabschiedete sich von den Augsburger Fans mit dem demonstrativen Zeigen des Stinkefingers. Die HSV-Führung belegte ihn daraufhin mit einer Geldstrafe in Höhe von 2000 D-Mark und sprach eine Verwarnung aus.
Vor der Saison 1987/88 wurde der damals für den HSV spielende Stein im Ende Juli 1987 ausgetragenen DFB-Supercup wegen eines Faustschlags gegen den Bayern-Stürmer Jürgen Wegmann nach dessen Gegentor zum 1:2 abermals mit der Roten Karte bestraft. Wegen dieses hinterher in den Medien so genannten „Steinschlages“ wurde er vom HSV zunächst für „unbestimmte Zeit beurlaubt“. Da der als Steins Nachfolger verpflichtete Mladen Pralija nicht überzeugte und die Saison sportlich nicht zufriedenstellend verlief, wurden Rufe laut, Stein zu begnadigen. Stein hatte sich unter der Leitung des früheren HSV-Torhüters Jürgen Stars fit gehalten. Im Oktober 1987 befasste sich die HSV-Führungsriege mit einer möglichen Wiederaufnahme Steins in den Mannschaftskreis und entschied, dass es für Stein keine Rückkehr geben werde. Er wechselte Anfang November 1987 zum Bundesligisten Eintracht Frankfurt.
Dort wiederum machte Uli Stein am 1. Spieltag der Saison 1988/89 mit der verschärften Regeländerung bei „Unsportlichkeiten“ Bekanntschaft. Nach dem Gegentor zum 0:1 beim FC Bayern München (Endstand 0:3) weigerte er sich, in das von ihm gehütete Tor zurückzukehren. Schiedsrichter Kurt Witke verwarnte ihn daraufhin mit der Gelben Karte und stellte ihn kurze Zeit später, nachdem Stein ihm höhnisch Beifall geklatscht hatte, in der 76. Minute mit der Roten Karte vom Platz. Stein wurde vom DFB-Sportgericht zu einer Geldstrafe von 5000 D-Mark verurteilt, gesperrt wurde er nicht.
Im Jahr 1993 sorgte er mit seinem Buch Halbzeit, in dem er auch die Weltmeisterschaft 1986 aus seiner Sicht aufarbeitete, für mediales Aufsehen.
Sein letztes Profifußballspiel bestritt Stein im April 1997 gegen Ende der Saison 1996/97 mit Arminia Bielefeld ausgerechnet gegen den Hamburger SV, bei dem er seine größten Erfolge gefeiert hatte.
2018 scheiterte Stein vor Gericht mit dem Versuch, die Veröffentlichung seines Bildes auf Nationalspieler-Sammelkarten zu verbieten. Die Pressefreiheit in Bezug auf Personen der Zeitgeschichte sei höher zu bewerten als das Persönlichkeitsrecht des Abgebildeten.

## Erfolge als Spieler und Auszeichnungen
- Vizeweltmeister der WM 1986 (ohne Einsatz)
- Europapokalsieger der Landesmeister: 1983
- Deutscher Meister: 1982 und 1983
- DFB-Pokal-Sieger: 1987 und 1988
- Kicker-Torhüter des Jahres: 1989

## Tätigkeit nach Karriereende
Im April und Juli 2006 nahm Stein zusammen mit weiteren Ex-Fußballern aus ganz Europa am PartyPoker.com Football & Poker Legends Cup teil. Er kam dabei mit dem deutschen Team bis ins Halbfinale gegen Dänemark und erreichte den dritten Platz. Außerdem war er kurzzeitig Trainer des niedersächsischen Traditionsvereins TuS Celle FC und half dem Oberligisten Kickers Emden für ein Spiel gegen den BV Cloppenburg aus, da alle Torhüter der Kickers verletzt waren. Stein sorgte mit für den 3:0-Heimsieg der Ostfriesen.
Im März 2007 wurde Uli Stein Torwarttrainer der Fußballnationalmannschaft Nigerias. Nachdem Berti Vogts sein Cheftraineramt bei der nigerianischen Mannschaft im Februar 2008 niedergelegt hatte, stellte er seinen Posten ebenfalls zur Verfügung. Im April 2008 nahm Stein, wieder an der Seite von Berti Vogts, den Torwarttrainer-Posten bei der Fußballnationalmannschaft Aserbaidschans ein. Er unterschrieb zunächst einen Vertrag bis Ende 2009, blieb dann aber bis zum Jahr 2014.
Seit 2017 ist Stein Markenbotschafter seines ehemaligen Vereins Eintracht Frankfurt.

## Engagement
Seit 2010 ist Stein Pate des Kinderhospizes Bethel für unheilbar erkrankte Kinder.

## Werke
- Uli Stein: Halbzeit. Eine Bilanz ohne Deckung. Verlag Georg Simader im Verlag Droemer Knaur, Frankfurt am Main 1993, ISBN 3-927515-35-3.